# Eric Clapton

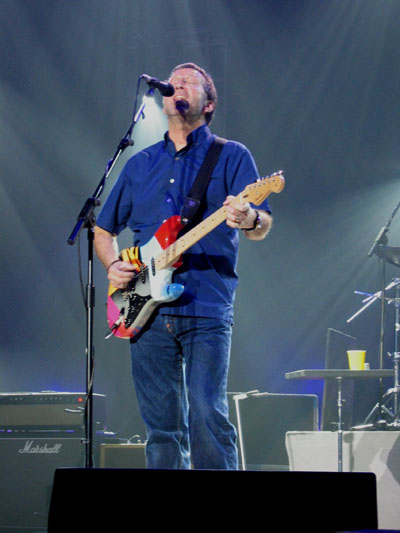
Eric Clapton în concert la Hanovra,
2 aprilie 2004

Eric Patrick Clapton, CBE (n. 30 martie 1945, Ripley, Surrey)
, cunoscut și sub porecla Slowhand, este un muzician, chitarist, cântăreț și compozitor englez de muzică blues, laureat al premiilor Grammy.
Clapton este adesea considerat a fi unul dintre muzicienii cei mai plini de succes ai secolelor al XX-lea și al XXI-lea , având la activ consacrarea unică în lumea muzicii rock'n'roll de a fi fost celebrat de trei ori în Rock and Roll Hall of Fame (pentru The Yardbirds, Cream și pentru întreaga sa carieră solo).
Privit adesea atât de către critici cât și de către suporterii săi ca unul dintre cei mai mari chitariști ai tuturor timpurilor, Clapton s-a clasat pe locul al doilea pe lista revistei muzicale Rolling Stone cunoscută ca Cei mai mari 100 chitariști ai tuturor timpurilor (conform originalului, "100 Greatest Guitarists of All Time"), respectiv al 53-lea pe lista Imortalilor (conform originalului 100 Greatest Artists of All Time).

## Cariera muzicală

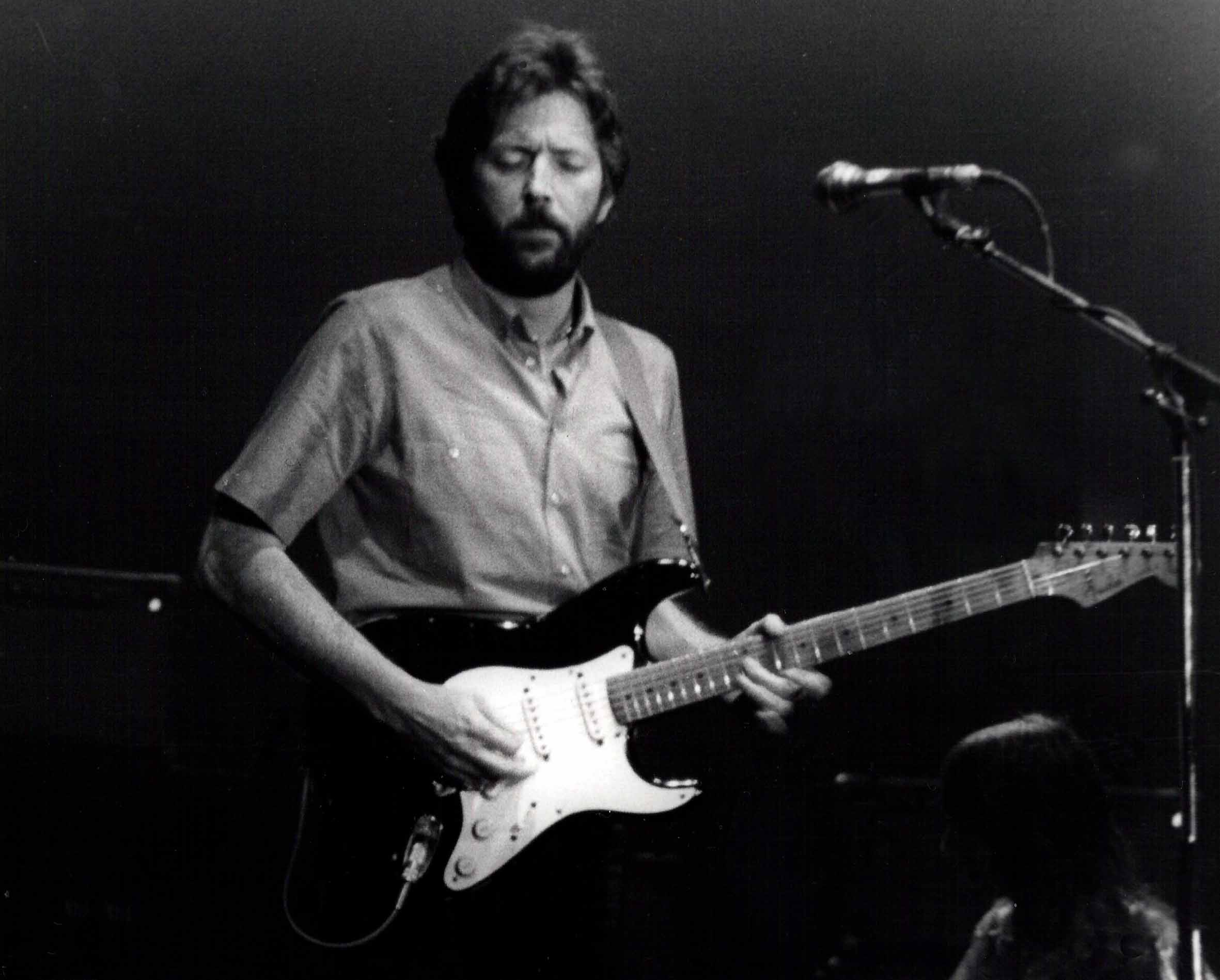
Barcelona, 1974

În octombrie 1963, Clapton s-a alăturat celor de la The Yardbirds. Dedicat „cu încăpățânare” muzicii blues, Clapton a fost puternic deranjat „noua direcție de tip pop-orientat” urmată de The Yardbirds, în parte datorită melodiei „For Your Love” ce a fost scrisă de o compozitoare pop, Gouldman Graham. Clapton l-a recomandat colegilor pe chitaristul Jimmy Page și înlocuirea sa, dar Page la momentul respectiv nu a dorit să renunțe la cariera profitabilă de muzician de studio independent, astfel încât Jimmy Page la rândul său, l-a recomandat ca succesor al lui Clapton pe Jeff Beck. Deși Beck, Clapton și Page cântau împreună în The Yardbirds, trio-ul nu a fost niciodată împreună.
Clapton s-a alăturat lui John Mayall & the Bluesbreakers, în aprilie 1965, dar a renunțat la câteva luni mai târziu. În vara anului 1965, a plecat în Grecia, cu o trupă numită "The Glands” care a inclus vechiului său prieten Ben Palmer, la pian. În noiembrie 1965, el s-a realăturat celor de la  Bluesbreakers. Deși Clapton a câștigat faima mondială pentru rolul său de pe album extrem de influent, următorul album, Blues Breakers, nu a fost lansat până când Clapton a părăsit pentru totdeauna Bluesbreakers.
Schimbând chitara Fender Telecaster și amplificatorul Vox AC30 cu o chitară 1960 Gibson Les Paul Standard și amplificatorul Marshall, sunetul lui Clapton se auzea excelent, motiv pentru care a purtat și sloganul „Clapton is God”. Fraza a fost pictată cu graffiti pe un zid, în toamna lui 1967.
Eric a ajuns prima dată în Statele Unite pe când activa la Cream. Înainte de a ajunge aici, Clapton nu era foarte cunoscut în State. Dar, la Cream, el a ajuns solist și compozitor, pe lângă statutul de chitarist.           
La începutul anului 1967, statutul de Clapton de chitarist de top din Marea Britanie rivaliza cu apariția lui Jimi Hendrix. Jimi Hendrix a participat la un spectacol Cream  în care a cântat "Killing Floor". În schimb, chitariștii de top din Marea Britanie, Clapton, Pete Townshend, și membri ai Rolling Stones și Beatles participat cu nesaț la spectacolele de club ale lui Hendrix. Sosirea lui Hendrix a avut un efect imediat și major asupra următoarei faze a carierei lui Clapton, deși Clapton a continuat să fie recunoscut în sondajele din Marea Britanie drept chitarist apreciat.
În 1969 s-a alăturat celor de la Blind Faith. Trupa era compusă din Ginger Baker, Steve Winwood (cu care vine și în România), Rich Grech și el. Au debutat cu 100.000 de fani în Londra. În trecut, Blind Faith a mai susținut numeroase întâlniri și în Scandinavia.
În 1970  cântă cu Derek and the Dominos, cu care a realizat bine-cunoscuta melodie „Layla”. Ei au realizat un singur album, și anume „Layla and Other Assorted Love Songs” La început, trupa era denumită „Eric Clapton and friends”. Numele de „Derek and the Dominos” a fost un accident, ca urmare a citirii greșite a numelui provizoriu „Eric and the Dynamos”.
A urmat cariera solo pentru Eric, din 1970  până în prezent, timp în care ori a cântat cu diferite formații, ori și-a cântat singur melodiile.

## Filmografie
Clapton a interpretat rolul unui chitarist din formația Louisiana Gator Boys în filmul comedie - musical din anul 1998, Blues Brothers 2000.